# Sarthe
A Sarthe é um departamento da França localizado na região do País do Líger. Sua capital é a cidade de Le Mans.	O seu nome deve-se ao rio Sarthe.